# Karaköy, Kale
Karaköy là một thị trấn thuộc huyện Kale, tỉnh Denizli, Thổ Nhĩ Kỳ. Dân số thời điểm năm 2010 là 1.809 người.